# Поспєлихинська сільська рада
Поспелихинська сільська рада (рос. Поспелихинский сельский совет) — сільське поселення у складі Поспєлихинського району Алтайського краю Росії.
Адміністративний центр — селище Поспєлихинський.

## Населення
Населення — 1115 осіб (2019; 1230 в 2010, 1442 у 2002).

## Склад
До складу сільської ради входять:
| Населений пункт         | Населення, осіб (2002) | Населення, осіб (2010) |
| ----------------------- | ---------------------- | ---------------------- |
| Більшовик, селище       | 123                    | 65                     |
| Маханово, селище        | 83                     | 87                     |
| Поспєлихинський, селище | 1236                   | 1078                   |